# Nikolaus II. (Werle)

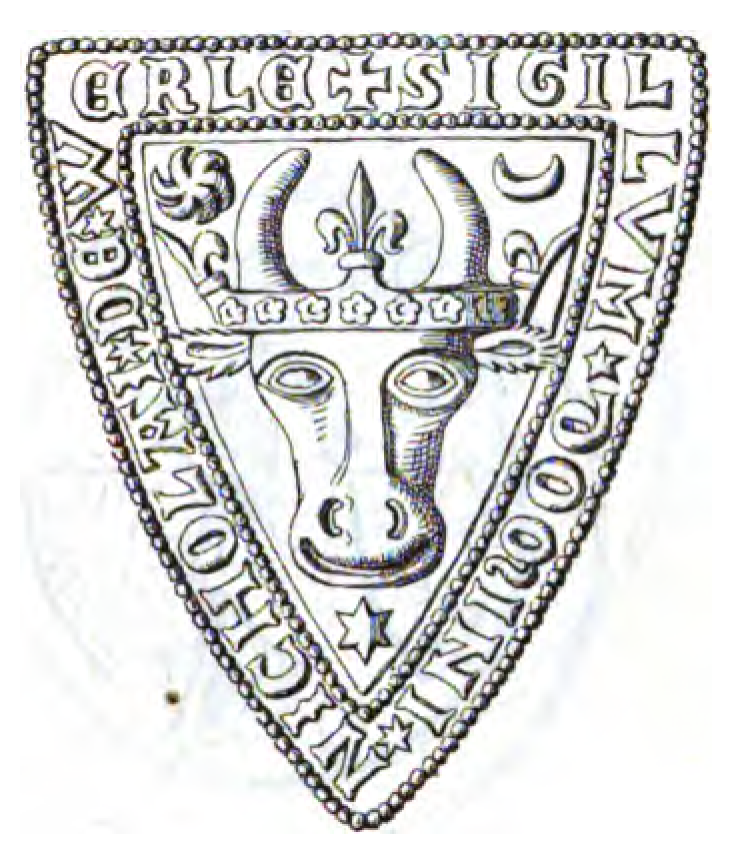
Siegel von Nikolaus II. von Werle, 1284

Nikolaus II., Herr zu Werle (* vor 1275; † 18. Februar 1316 im heute wüsten Pustow oder Pustekow in der Nähe des Güstrower Ortsteils Klueß) war von 1283 bis 1316 Herr zu Werle-Parchim, ab 1292 Herr zu Werle.
Nikolaus war der älteste Sohn von Johann I. und Sophia. Sein Vater starb 1283, zwei Jahre, nachdem er Werle mit seinen Brüdern Heinrich I. und Bernhard I. geteilt hatte. Nikolaus war damit Erbe von Werle-Parchim. 1288 war auch der kinderlose Bernhard verstorben. Im Jahr 1291 wurde Nikolaus’ Onkel Heinrich I. von seinen eigenen Söhnen bei der Jagd erschlagen, da sie nach der Wiederheirat des Vaters ihr Erbe bedroht sahen. Nach einem kurzen Krieg gelang es Nikolaus, die Söhne, die ein Bündnis mit Heinrich II. von Mecklenburg und Albrecht III. von Brandenburg eingegangen waren, zu entmachten. Dadurch konnte er um 1292 die Linien Werle-Parchim und Werle-Güstrow wieder miteinander vereinen.
Nikolaus war in erster Ehe seit 1292 mit Richsa von Dänemark, der Tochter von Erik V. von Dänemark († vor 27. Oktober 1308) und in zweiter Ehe nach 1308 mit Mathilde zu Braunschweig und Lüneburg, Tochter des Fürsten von Lüneburg Otto II. der Strenge verheiratet. 1311 reiste Nikolaus nach Montpellier in Südfrankreich, wo er sich an der berühmten Medizinischen Hochschule Heilung vom Aussatz (alte Bezeichnung für Lepra) erhoffte. Der Verlauf der Krankheit wurde aber lediglich verlangsamt, daher legte er die Regierungsgeschäfte nieder und lebte zurückgezogen auf Pustow.
Nach seinem Tod spaltete sich das Fürstentum wieder in zwei Linien auf. Während sein Sohn Johann III. von Werle-Goldberg das Fürstentum Werle-Goldberg bekam, erhielt sein Bruder Johann II. das Fürstentum Werle-Güstrow.

## Nachkommen
- Johann III. von Werle-Goldberg, Herr zu Werle
- Sophia von Werle († 6. Dezember 1339), ⚭ mit Gerhard III. der Große von Holstein-Rendsburg